# لويز ويلسون
لويز ويلسون (بالإنجليزية: Lois Wilson)‏ هي كاتبة سيناريو ومخرجة وممثلة أمريكية، ولدت في 28 يونيو 1894 ببيتسبرغ في الولايات المتحدة، وتوفيت في 3 مارس 1988 في الولايات المتحدة بسبب ذات الرئة.

## أعمال

### أفلام
- (1916) كتب كتابا
- (1917) النفقة

## وصلات خارجية
- لويز ويلسون على موقع IMDb (الإنجليزية)
- لويز ويلسون على موقع ألو سيني (الفرنسية)
- لويز ويلسون على موقع أول موفي (الإنجليزية)
- لويز ويلسون على موقع قاعدة بيانات برودواي على الإنترنت (الإنجليزية)
- لويز ويلسون على موقع قاعدة بيانات الأفلام السويدية (السويدية)
- لويز ويلسون على موقع قاعدة بيانات الفيلم (الإنجليزية)
- لويز ويلسون على موقع كينوبويسك (الروسية)